# Lacroix (Familienname)
Lacroix oder LaCroix ist ein französischer Familienname.

## Namensträger
- Alex Boisvert-Lacroix (* 1987), kanadischer Eisschnellläufer
- Alexandre Lacroix (* 1975), französischer Schriftsteller, Essayist und Journalist
- Alfred Lacroix (Antoine François Alfred Lacroix; 1863–1948), französischer Mineraloge und Geologe
- Alphonse Lacroix (1897–1973), US-amerikanischer Eishockeytorwart
- André Lacroix (Tennisspieler) (1908–1992), belgischer Tennisspieler
- André Lacroix (Moderner Fünfkämpfer) (1921–2016), französischer Moderner Fünfkämpfer
- André Lacroix (Eishockeyspieler) (* 1945), kanadischer Eishockeyspieler
- Annie Lacroix-Riz (* 1947), französische Historikerin und Hochschullehrerin
- Christian Lacroix (* 1951), französischer Modedesigner
- Claude Lacroix (1944–2021), französischer Comiczeichner und Szenarist
- Claudius Lacroix (1652–1714), deutscher Jesuit, Philosoph und Theologe
- Duke Lacroix (* 1993), US-amerikanisch-haitianischer Fußballspieler
- Éric Lacroix (* 1971), kanadischer Eishockeyspieler und -funktionär
- Eugen Lacroix (1886–1964), deutscher Koch und Unternehmer
- Fernand Lacroix (1919–1994), kanadischer Ordensgeistlicher, Bischof von Edmundston
- François Boissier de Sauvages de Lacroix (1706–1767), französischer Arzt, Botaniker und Hochschullehrer
- Gérald Cyprien Lacroix (* 1957), kanadischer Kardinal, Erzbischof von Québec
- Henri Lacroix (1895–1962), kanadischer Mundharmonikaspieler
- Jean Lacroix (1884–1971), französischer Fechter
- Jean-Pierre Lacroix (* 1960), französischer Diplomat und Leiter der Hauptabteilung
- Jerry LaCroix († 2014), US-amerikanischer Sänger
- Karl Féaux de Lacroix (1860–1927), deutscher Heimatforscher
- Lenny Lacroix (* 2003), französischer Fußballspieler
- Léo Lacroix (Skirennläufer) (* 1937), französischer Skirennläufer
- Léo Lacroix (Fussballspieler) (* 1992), Schweizer Fußballspieler
- Léon Lacroix  (1909–2016), belgischer Numismatiker und Klassischer Archäologe
- Léopold Victor de Lacroix (1878–1948), französischer Diplomat
- Lexter Lacroix (* 1962), chilenischer Fußballspieler
- Marc Lacroix (1906–1976), kanadischer Ordensgeistlicher, Bischof von Churchill-Hudson Bay
- Maxence Lacroix (* 2000), französischer Fußballspieler
- Nadège Lacroix (* 1986), Schweizer Schauspielerin
- Paul Lacroix (1806–1884), französischer Autor und Journalist
- Peter Lacroix (1924–2010), deutscher Künstler
- Pierre Lacroix (Eishockeyfunktionär) (1948–2020), kanadischer Eishockeyfunktionär
- Pierre Lacroix (Eishockeyspieler) (* 1959), kanadischer Eishockeyspieler
- Pierre Lacroix (Rugbyspieler) (1935–2019), französischer Rugby-Union-Spieler
- Raphaël Milliès-Lacroix (1850–1941), französischer Politiker
- Remy LaCroix (* 1988), US-amerikanische Pornodarstellerin
- Robert Lacroix (Eishockeyspieler) (1889–1966), französischer Eishockeyspieler
- Robert Lacroix (Wirtschaftswissenschaftler) (* 1940), kanadischer Wirtschaftswissenschaftler
- Robert Veyron-Lacroix (1922–1991), französischer Cembalist und Pianist
- Roger Lacroix (1928–2016), französischer Bauingenieur
- Sébastien Lacroix (* 1983), französischer Nordischer Kombinierer
- Sylvestre-François Lacroix (1765–1843), französischer Mathematiker
- Sylvie Lacroix (* 1959), französische Flötistin
- Thierry Lacroix (* 1967), französischer Rugby-Union-Spieler
- Xavier Lacroix (1947–2021), französischer Philosoph und Moraltheologe

## Sonstiges
- Lacroix bei forebears.io